# Печать Американского Самоа
Печать американских Островов Самоа основана на местном мотиве.
Фуе или мухобойка — символизирует мудрость, в то время как To’oto’o или посох символизирует власть. Оба символа используются правителем при разговоре — отличительный знак, уровень королей. Таноа (шар кавы) — ещё один символ Самоа (апельсиновый напиток).
Внизу надпись Samoa Ia Muamua Le Atua — «Самоа — Первый после Бога». Наверху — 17 апреля 1900 — дата присоединения островов к США и получения ими официально статуса.